# セオドール・TR1
セオドール・TR1 (Theodore TR1) は、イギリスのレーシングチーム、セオドールが1978年のF1世界選手権に投入したフォーミュラ1カー。TR1は技術的に時代後れであったと多くの文献に記載されている。

## 背景
インドネシア出身の実業家、セオドール「テディ」イップは1970年代初めからレーシングチームのスポンサーを務めていた。1974年から76年まで彼はアラン・ジョーンズ、ヴァーン・シュパン、ブライアン・レッドマンを擁するフォーミュラ5000のチームを支援していた。1977年にセオドール・レーシングとしてイギリスのエンサインと組んで初めてF1に参戦する。1978年には初めてのオリジナルマシン、TR1を投入した。
TR1は1977年にラルトによって開発が行われた。ラルトは元ブラバムのデザイナーであるロン・トーラナックとレン・ベイリーが率いていた。両者共にF1にファクトリーとして展開する可能性を見込んでTR1を開発した。その計画は資金不足が理由で実現できなかったが、彼らはそのマシンの設計をテディ・イップに売却し、イップは翌年にこのマシンを持ってF1に参戦した。しかしながらTR1は戦闘力不足が判明し、シーズン後半には開発が取りやめられた。セオドールはシーズンの残りをウルフ・WR3、WR4で戦った。シーズン終了後、セオドールはF1を撤退する。その後1981年にセオドール・TY01を持って再び参戦した。

## 開発
セオドール・TR1は「大柄で、完全にコンベンショナルな車」であった。登場時から既に時代遅れの印象を持っていた。その外観からは、同じくトーラナックがデザインした1971年のブラバム・BT34の要素が垣間見られた。その設計は70年代後半のF1マシンにしては珍しく、オイルクーラーが車両のノーズ部分に納められ、そのため車体前部は横に広がり、空力特性に影響を及ぼした。エンジンは3.0L 8気筒のコスワースDFVが搭載された。車重は610kgで、TR1は1978年シーズンのF1マシンの中で最も重いマシンであった。
TR1は2台製作された。

## レース戦績
1978年シーズンの開幕2戦、セオドールはアメリカ人ドライバーのエディ・チーバーを起用した。チーバーはアルゼンチンとブラジル、共に予選落ちしている。ブエノスアイレスでは最下位で予選通過したブレット・ランガーより1秒遅れであったが、リオデジャネイロでは最下位のルパート・キーガンから0.08秒遅れであった。このレースの後チーバーはヘスケスに移籍した。

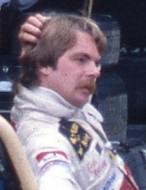
ケケ・ロズベルグはセオドールをドライブし、ノンタイトル戦で勝利した

チーバーに代わってフィンランド人ドライバーのケケ・ロズベルグが起用され、南アフリカグランプリでF1にデビューした。ロズベルグは新造された2台目のTR1をドライブし、24位で予選を通過した。ロズベルグはヘスケス・308Eをドライブしたチーバーよりも上位で予選を通過した。決勝でロズベルグは15周目にメカニカルトラブルでリタイアした。公式記録ではクラッチにトラブルが生じたとされるが、他の記録ではブレーキが故障したとされる。その結果ロズベルグのマシンは壁に激突した。車はひどく破損した。ロズベルグは無事だったものの、気化したガソリンのガスを吸い込み呼吸器に刺激を受けた。
ロスベルグの次のレースは2週間後にシルバーストンで行われたBRDCインターナショナル・トロフィーで、これはノンタイトル戦であった。このレースにはブラバム、エンサイン、ロータス、マクラーレン、シャドウ、ティレルといったイギリスのチームが参加し、フェラーリとルノーは参加しなかった。セオドールはロズベルグを起用してTR1で参加した。レースには17台が参加し、ロズベルグは予選12番手となった。決勝でロズベルグは悪天候の恩恵を受けることとなった。土砂降りの雨の中13台がリタイアしたが、この中にはブラバム、ロータス、マクラーレンが含まれた。4台のみが完走し、その内2台はプライベーターであった。ロズベルグはレースの大半をリードし、そのままフィニッシュした。この勝利は最初で唯一のセオドールのフォーミュラ1における勝利であった。
しかしながらこの勝利は繰り返されなかった。アメリカ西、モナコ、スペインとロズベルグは予備予選落ちする。ベルギーでは予備予選を通過したものの、予選落ちした。スペイングランプリの後、テディ・イップはTR1に見切りを付けた。チームはスウェーデン、フランス、イギリスと欠場し、ドイツグランプリからはウォルター・ウルフ・レーシングから購入したWR3で戦った。

## F1における全成績
(key) （太字はポールポジション）
| 年     | ドライバー       | No. | 1   | 2   | 3   | 4    | 5    | 6   | 7    | 8   | 9   | 10  | 11  | 12  | 13  | 14  | 15  | 16  | ポイント | 順位 |
| ------ | ---------------- | --- | --- | --- | --- | ---- | ---- | --- | ---- | --- | --- | --- | --- | --- | --- | --- | --- | --- | -------- | ---- |
| 1978年 |                  |     | ARG | BRA | RSA | USW  | MON  | BEL | ESP  | SWE | FRA | GBR | GER | AUT | NED | ITA | USA | CAN | 0        | -    |
| 1978年 | エディ・チーバー | 36  | DNQ | DNQ |     |      |      |     |      |     |     |     |     |     |     |     |     |     | 0        | -    |
| 1978年 | ケケ・ロズベルグ | 36  |     |     | DNF | DNPQ | DNPQ | DNQ | DNPQ |     |     |     |     |     |     |     |     |     | 0        | -    |

## 参照
1. ↑  Auto Motor und Sport. Heft 6, 1987, S. 288.
2. ↑  Menard: La Grande Encyclopedie de la Formule 1. 2000, S. 599.
3. ↑  Hodges: A-Z of Grand Prix Cars. 2001, S. 223.
4. ↑  Heinz Pruller: Das Auto kroch fast ein Jahrzehnt seiner Zeit hinterher. In: Auto Motor und Sport. Heft 6, 1987, S. 288.
5. ↑  Ensign griff dieses Konzept 1979 mit dem N179 noch einmal auf, gab es aber bereits nach drei erfolglos verlaufenen Rennen wieder auf.
6. ↑  Cimarosti: Das Jahrhundert des Rennsports. 1997, S. 289.
7. ↑  Der Theodore TR1 auf der Internetseite www.oldracingcars.com.
8. ↑  Auto Motor und Sport. Heft 6, 1987, S. 288.
9. ↑  Ergebnisliste der International Trophy auf der Internetseite www.racingsportscars.com